# Daniela Silivaș
Viorica Daniela Silivaș-Harper (* 9. Mai 1972 in Deva, Kreis Hunedoara) ist eine ehemalige rumänische Kunstturnerin. Sie war dreifache Olympiasiegerin.

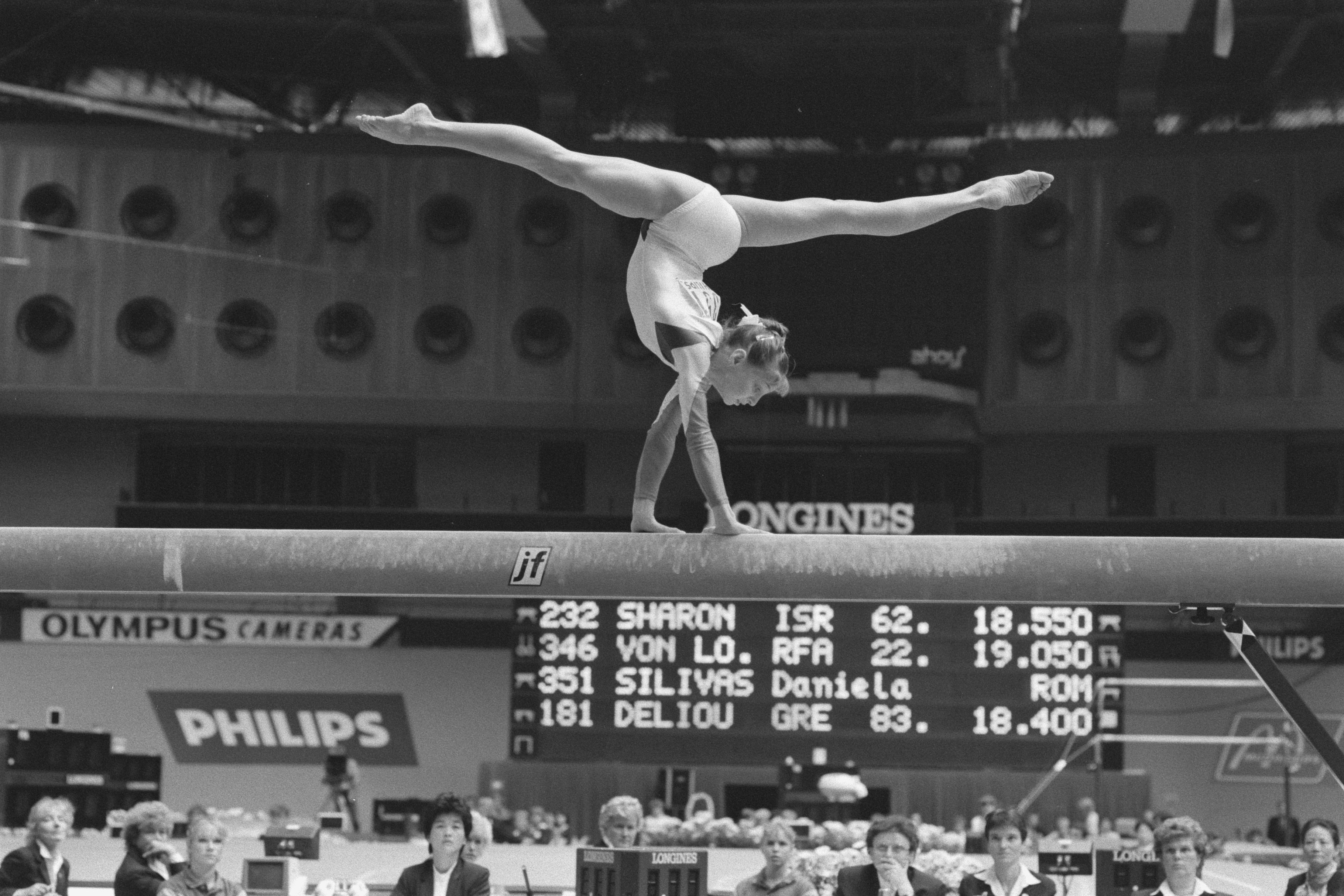
Daniela Silivaș bei den Turn-Weltmeisterschaften 1987 in Rotterdam

Silivaș begann im Alter von sechs Jahren mit dem Geräteturnen und war bereits in frühen Jahren äußerst erfolgreich. 1985 änderte der rumänische Turnverband ihr Geburtsjahr von 1972 zu 1970, damit sie zu den Turn-Weltmeisterschaften 1985 zugelassen werden konnte. Der Betrug wurde von einigen vermutet, konnte jedoch nie verifiziert werden, bis Silivaș es 2002 selbst zugab. Sie erhielt eine perfekte Benotung von 10,0 auf dem Schwebebalken und schlug die amtierende Weltmeisterin Ecaterina Szabó. Sie wurde bald zur Leaderin in der rumänischen Turnmannschaft der Frauen.
Im Alter von 16 Jahren nahm sie an den Olympischen Sommerspielen 1988 in Seoul an sechs Wettbewerben teil und konnte in jedem eine Medaille gewinnen. Sie gewann die Goldmedaille am Stufenbarren (mit der Note 10), am Schwebebalken und im Bodenturnen. Im Einzel- und Mannschaftsmehrkampf holte sie zweimal Silber und im Pferdsprung wurde sie Dritte.
Silivaș ist auch siebenfache Weltmeisterin. Sie gewann zwischen 1985 und 1989 insgesamt zehn Medaillen bei den Turn-Weltmeisterschaften.
Nach der politischen Wende im Jahr 1989 schloss das Nationale Trainingscenter in Deva, was zum frühzeitigen Ende ihrer Karriere führte.
1991 erklärte sie ihren Rücktritt und lebt seither in Atlanta, Georgia, in den Vereinigten Staaten, wo sie derzeit eine Karriere als Turntrainerin verfolgt. 2002 wurde sie als bisher jüngste Athletin in die International Gymnastics Hall of Fame aufgenommen.